# Cleburne County (Alabama)
Cleburne County je okres ve státě Alabama v USA. K roku 2010 zde žilo 14 972 obyvatel. Správním městem okresu je Heflin. Celková rozloha okresu činí 1 453 km².